# Ängsskära

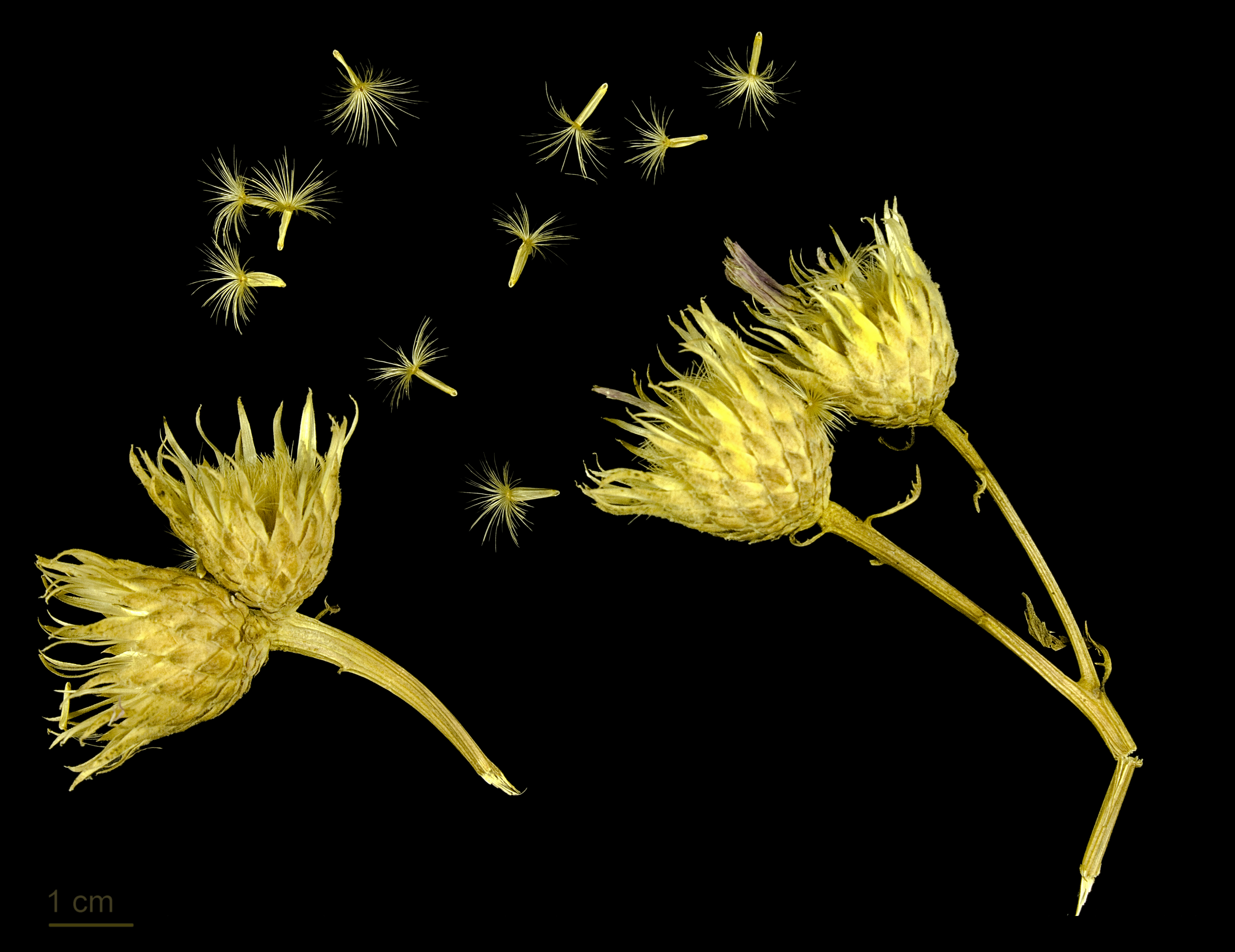
Serratula tinctoria

Ängsskära (Serratula tinctoria) är en meterhög tistellik ört utan taggar med rödvioletta blommor som blommar från juli till september. Den förekommer bland annat i södra och mellersta Sverige.
Dialektalt kallas växten på sina håll skäla och skälegräs. 
Gulskära avser rödklint, Centaurea jacea.  Gul syftar alltså inte på blommans färg, utan på den gula färg som erhålls vid användning av växten vid textilfärgning.

## Etymologi
Tinctoria av latin tinctus = färgad. Namnet indikerar växtens användning för textilfärgning.